# Partido Autonomista Leonés-Unidad Leonesista
El Partido Autonomista Leonés-Unidad Leonesista (también conocido por sus siglas PAL-UL o simplemente PAL) fue un partido político español de ideología leonesista por la creación de una autonomía leonesa, al igual que los partidos de similar ideología. Su ámbito de actuación fueron las provincias de León, Zamora y Salamanca. En 2019, se disolvió para integrarse en la UPL.
Fue fundado por uno de los fundadores de la UPL, José María Rodríguez de Francisco.
En las elecciones autonómicas y municipales de 2007, a las que concurrió sólo en la circunscripción de León y en algunos ayuntamientos de dicha provincia obtuvo respectivamente 4.982 votos (1,68 %) y 4.546 (10 concejales)
El 17 de diciembre de 2011 Rodríguez de Francisco dio un paso atrás como líder del partido y en congreso extraordinario se acordó la elección de Pablo Peyuca González González como presidente de la formación. El PAL-UL, con más de 5000 votos en las elecciones municipales y autonómicas de 2011, es la sexta fuerza política de la provincia de León por número de concejales.
En 2016 Unión del Pueblo Leonés y Partido Autonomista Leonés-Unidad Leonesista se unen bajo las siglas UPL para presentarse a todas las elecciones de la provincia de León en una única candidatura.